# Chiesa di San Lorenzo Martire (Sogliano Cavour)
La chiesa di San Lorenzo Martire è la parrocchiale di Sogliano Cavour, in provincia di Lecce e arcidiocesi di Otranto; fa parte del vicariato di Galatina.

## Storia
La chiesa di San Lorenzo Martire venne costruita nel Quattrocento; era all'inizio un edificio di modeste dimensioni, composto da un'unica navata e incorporato nelle mura del paese.
Nel XIX secolo la parrocchiale fu interessata da un importante rifacimento, in occasione del quale si provvide a realizzare le navate laterali, la facciata, la cupola, l'abside e il transetto.
La chiesa venne ampliata nel 1943 mediante l'aggiunta della cappella del Sacro Cuore, dotata di un altare marmoreo.
Nel 1980 fu condotto l'intervento di adeguamento liturgico in ossequio alle norme postconciliari, che previde la realizzazione dell'ambone e dell'altare rivolto verso l'assemblea.

## Descrizione

### Esterno
La facciata a salienti della chiesa, che volge a settentrione, è suddivisa da una cornice marcapiano in due registri, entrambi scanditi da lesene; quello inferiore presenta al centro il portale d'ingresso, sovrastato da una mensola, mentre quello superiore è caratterizzato da una finestra semicircolare e coronato dal timpano.
Annesso alla parrocchiale è il campanile a base quadrata, la cui cella presenta su ogni lato una monofora a tutto sesto ed è coronata dalla cupoletta. 

### Interno
L'interno dell'edificio, la cui pianta è a croce latina, è suddiviso in tre navate da pilastri abbelliti da lesene e sorreggenti degli archi a tutto sesto sopra i quali corre la cornice modanata e aggettante su cui si impostano le volte a stella; al termine dell'aula si sviluppa il presbiterio, rialzato di alcuni gradini, ospitante l'altare maggiore e chiuso dall'abside di forma semicircolare.
Qui sono conservate diverse opere di pregio, tra cui l'organo, costruito nel Settecento, e le statue raffiguranti San Lorenzo Martire, Cristo in Croce, Cristo Morente e San Luigi Gonzaga.